# Elaeocarpus sphaerocarpus
Elaeocarpus sphaerocarpus är en tvåhjärtbladig växtart som beskrevs av Hung T. Chang. Elaeocarpus sphaerocarpus ingår i släktet Elaeocarpus och familjen Elaeocarpaceae. Inga underarter finns listade i Catalogue of Life.